# Ратови звезда: Епизода I — Фантомска претња
Ратови звезда — епизода I: Фантомска претња (енгл. Star Wars: Episode I – The Phantom Menace) је научнофантастични филм из 1999. сценаристе и редитеља Џорџа Лукаса. То је четврти филм из серијала Ратова звезда, али први по хронологији догађаја. У главним улогама су Лијам Нисон, Јуан Макгрегор, Натали Портман, Џејк Лојд, Ијан Макдермид, Ентони Данијелс, Кени Бејкер, Пернила Огуст и Френк Оз.
Џорџ Лукас је започео продукцију филма кад је утврдио да су рачунарски генерисане слике напредовале до нивоа, који је он желео за трилогију преднаставака. Снимање је почело 26. јуна 1997. године. Филм је био Лукасов први редитељски рад, након паузе од 22 године и филма Ратови звезда из 1977. године. Фантомска претња је смештена 32 године пре оригиналног филма и прати џедај витеза Квај-Гон Џина и његовог ученика Оби-Ван Кенобија, док они обезбеђују краљицу Амидалу која се нада мирном окончању међупланетарног трговинског спора. Њима се прикључује Анакин Скајвокер, млади роб са неуобичајено јаким моћима Силе, док се они истовремено супротстављају мистериозном повратку Сита.
Филм је пуштен у америчке биоскопе 19. маја 1999. године, скоро 16 година након премијере претходног филма из серијала, Повратка џедаја. Наишао је на помешане рецензије; похваљени су били специјални ефекти, акционе секвенце, музика Џона Вилијамса и поједина глума, али критикован је сценарио, карактеризација и глума Ахмеда Беста као Џар Џар Бинкса и Џејка Лојда као Анакина Скајвокора. Зарадио је преко 924,3 милиона долара широм света, чиме је постао најуспешнији филм из 1999. године и тада је био други најуспешнији филм икада иза Титаника. 3Д издање филма, које је зарадило додатних 102,7 милиона долара, изашло је у фебруару 2012. године. Филм прате два наставка Напад клонова из 2002. и Освета сита из 2005. године.

## Радња
Филм започиње уводним текстом у којем се наводи да немири потресају Галактичку републику. Као одговор на увођење опорезивања коришћења одређених хиперсвемирских трговачких путева, Трговачки савез организовао је блокаду ратних бродова око планете Набу. Врховни канцелар Републике, Финис Валорум, шаље два џедајска витеза – Квај-Гон Џина и његовог ученика Оби-Ван Кенобија − на преговоре са Трговачким савезом како би се блокада завршила.
Међутим, тајни саветник Трговачког савеза, Дарт Сидијус (господар Сита) наређује заповеднику да убије џедаје и изврши инвазију на планету Набу са њиховом војском дроида. Двојица џедаја успевају да побегну и укрцавају се на један од десантних бродова са дроидима који иде на Набу. Тамо Квај-Гон спашава живот прогнаном Ганганцу, Џар Џар Бинксу, који њега и Оби-Вана води у подводни град Ото Ганга (у филму назван "Гангански град") где они неуспешно покушавају да наговоре Ганганце да помогну људима на површини; ипак, Ганганци сву тројицу пуштају и дају им возило којим ће доћи до главног града планете, Тида. Краљицу Набуа, Падме Амидалу, уходи војска Савеза, али је џедаји спашавају. Краљица потом бежи са планете у свом свемирском броду уз џедаје и омању пратњу; међутим, брод бива оштећен након пробијања кроз блокаду која окружује планету. Због тога, присиљени су да слете на планету Татуин како би га поправили. Квај-Гон заједно са Џар Џаром и дроидом Р2-Д2 одлази у град Мос Еспа како би пронашао продавницу у којем би купио нови хиперпогонски генератор. Њима се придружује и краљица, прерушена као слушкиња, након што је потајно заменила места са својом слушкињом Сабе пре одласка са планете Набу.
У једној продавници, упознали су деветогодишњег дечака-роба Анакина Скајвокера, надареног пилота и инжињера који је направио свог властитог дроида Ц-3ПО-а, који му помаже око кућних послова. Квај-Гон у њему осећа снажно присуство Силе, због чега сумња да би он могао да буде „изабрани” (џедајски витез који ће према древном пророчанству донети равнотежу Сили). Квај-Гон се опклади са Анакиновим власником, Ватом, око надолазеће трке; ако Анакин победи, биће ослобођен. Квај-Гон лаже Ватоа да је брод којим ће се Анакин тркати његов властити. Анакин побеђује у трци и придружује се Квај-Гону и остатку екипе да би кренуо на обуку за џедаја, али је због свега тога присиљен да остави своју мајку Шми. Ускоро их напада ученик Дарт Сидијуса, Дарт Мол, кога су послали да би ухватио краљицу Амидалу.
Након што су успели да побегну од напада, џедаји доводе краљицу на главну планету Републике, Корусант, како би она замолила за помоћ свом народу у Галактичком сенату. Квај-Гон за то време обавештава Веће џедаја о нападу на њега који се догодио на планети Татуин и изражава сумњу да је нападач Сит, први којег су џедаји срели после 1000 година примирја. Квај-Гон такође пита веће хоће ли му дозволити да обучава младог Анакина као џедаја, али веће, будући је забринуто за дечакову будућност која је обавијена страхом, одбија његов захтев. У међувремену сенатор Палпатин са Набуа уверава краљицу да у сенату предложи изгласавање неповерења тренутном врховном канцелару Валоруму како би изабрали новог, способнијег и јачег канцелара који ће помоћи да конфликт заврши. Она то чини, због чега Палпатин бива изабран за новог канцелара. Након тога, Падме и њени бродови иду назад на Набу да окончају блокаду једном засвагда.
Након доласка назад на Набу, Падме открива да је она права краљица. Успева да наговори Ганганце да склопе савезништво против Трговачког савеза. Док Џар Џар води свој народ у битку против војске дроида, краљица покушава да ухвати вођу савеза који се тренутно налази у главном граду, а Анакин (услед пуке случајности) завршава у пилотској борби против великог свемирског брода Савеза који служи као контролни центар за дроидску војску. Покушавајући да пронађе начин како би напустио битку, он улеће у брод и разара га изнутра, што као последицу има гашење дроидске војске.
У међувремену се Оби-Ван и Квај-Гон сусрећу са Дарт Молом и почиње њихов двобој светлосним сабљама. Упркос Моловим невероватним вештинама, Оби-Ван и Квај-Гон га присиљавају на привремено повлачење; међутим Оби-Ван почиње да заостаје за њима двојицом јер га је Мол бацио са платформе, услед чега остаје раздвојен од Квај-Гона енергетским баријерама. Борећи се само са Квај-Гоном, Мол му забија сабљу кроз груди и смртно га рани. У том тренутку долази Оби-Ван и у налету беса сече Молову двоструку светлосну сабљу, а ускоро и самог Мола. На самрти Квај-Гон моли Оби-Вана да буде учитељ Анакину. Палпатин је изабран за новог врховног канцелара Републике, а вођа савеза је послат на суђење због својих злочина. Оби-Ван постаје џедајски учитељ, а веће џедаја прихвата Анакина као његовог ученика. Међутим, џедајима још увек није јасна изненадна појава Сита па се они на Квај-Гоновој сахрани питају да ли је Дарт Мол био Сит лорд или само његов ученик будући се они увек појављују у пару. На завршној церемонији, Падме доноси дар захвалности и пријатељства Ганганцима.

## Улоге
| Глумац            | Улога                |
| ----------------- | -------------------- |
| Јуан Макгрегор    | Оби Ван Кеноби       |
| Лијам Нисон       | Квај-Гон Џин         |
| Натали Портман    | Падме Амидала        |
| Самјуел Л. Џексон | Мејс Винду           |
| Џејк Лојд         | Анакин Скајвокер     |
| Ијан Макдермид    | Палпатин             |
| Ахмед Бест        | Џар Џар Бинкс (глас) |
| Френк Оз          | Јода (глас)          |
| Реј Парк          | Дарт Мол             |
| Пернила Огуст     | Шми Скајвокер        |
| Хју Кворши        | Капетан Панака       |
| Ентони Данијелс   | Ц-3ПО                |
| Кени Бејкер       | Р2-Д2                |
| Кира Најтли       | Сабе                 |

## Продукција
- редитељ: Џорџ Лукас
- сценариста: Џорџ Лукас
- сниматељ: Дејвид Татерсол
- сценограф: Питер Волпол
- костимограф: Триша Бигар
- продуцент: Рик Макалум
- извршни продуцент: Џорџ Лукас
- дизајнер сцене: Гавин Бокет
- монтажер: Бен Берт, Пол Мартин Смит

## Одјек
Излазак филма, 19. маја 1999. године, долази скоро 16 година после претходног филма из серије, Ратови звезда — епизода VI: Повратак џедаја. Овај филм је имао изузетан финансијски успех, широм света је зарадио 1,027 милијарди долара, са буџетом филма од 115 милиона долара. Фантомска претња је био филм који је зарадио највише новца 1999. године, и четврти по највећој заради свих времена након изласка филма. Филм је добио мешане критике, али је свеједно снимљено два наставка.